# 高橋神社 (三島市)
高橋神社（たかはしじんじゃ）は、静岡県三島市松本にある神社。

## 概要
三島市の南西部、松本地区の北西、境川の東岸に、長伏地区の鍬戸神社と隣接（北接）する形で鎮座している。
創建は不詳だが、式内社である高椅神社（たかはしじんじゃ）に比定され、『伊豆国神階帳』にも「従四位上 高橋の明神」と記されている古社である。
明治6年（1873年）に村社に列する。

## 祭神
- 磐鹿六雁命